# World Series FINA de plongeon 2011
Navigation
Édition 2010 Édition 2012
L'édition 2011 des World Series FINA de plongeon, se dispute durant les mois de mars et avril et comporte quatre étapes.

## Les étapes
| Date           | Lieu       |
| -------------- | ---------- |
| 18 au 19 mars  | Moscou     |
| 25 au 26 mars  | Pékin      |
| 15 au 16 avril | Sheffield  |
| 22 au 23 avril | Guanajuato |

## Classement

### Hommes
| Place | Nom            | Nationalité | Point |
| ----- | -------------- | ----------- | ----- |
| 1     | Qin Kai        | Chine       | 70    |
| 2     | He Chong       | Chine       | 64    |
| 3     | Yahel Castillo | Mexique     | 40    |

| Place | Nom          | Nationalité | Point |
| ----- | ------------ | ----------- | ----- |
| 1     | Qiu Bo       | Chine       | 72    |
| 2     | Sascha Klein | Allemagne   | 46    |
| 3     | Thomas Daley | Royaume-Uni | 43    |

| Place | Pays      | Point |
| ----- | --------- | ----- |
| 1     | Mexique   | 87    |
| 2     | Allemagne | 81    |
| 2     | Ukraine   | 81    |
| 2     | Chine     | 81    |

| Place | Pays        | Point |
| ----- | ----------- | ----- |
| 1     | Allemagne   | 87    |
| 2     | Cuba        | 75    |
| 3     | Royaume-Uni | 63    |
| 3     | Mexique     | 63    |

### Femmes
| Place | Nom            | Nationalité | Point |
| ----- | -------------- | ----------- | ----- |
| 1     | He Zi          | Chine       | 70    |
| 2     | Jennifer Abel  | Canada      | 58    |
| 3     | Tania Cagnotto | Italie      | 41    |

| Place | Nom            | Nationalité | Point |
| ----- | -------------- | ----------- | ----- |
| 1     | Chen Ruolin    | Chine       | 52    |
| 1     | Hu Yadan       | Chine       | 52    |
| 3     | Paola Espinosa | Mexique     | 46    |

| Place | Pays   | Point |
| ----- | ------ | ----- |
| 1     | Chine  | 108   |
| 2     | Canada | 87    |
| 3     | Russie | 84    |

| Place | Pays      | Point |
| ----- | --------- | ----- |
| 1     | Chine     | 108   |
| 2     | Canada    | 90    |
| 3     | Australie | 84    |

## Vainqueurs par épreuve
| Étapes     | Hommes      | Hommes       | Hommes                              | Hommes                                    |             | Femmes       | Femmes                | Femmes                     | Femmes |
| Étapes     | Tremplin 3m | Haut vol 10m | Synchro 3m                          | Synchro 10m                               | Tremplin 3m | Haut vol 10m | Synchro 3m            | Synchro 10m                |        |
| Moscou     | Qin Kai     | Qiu Bo       | Chine Qin Kai Luo Yutong            | Cuba Jose Guerra Oliva Jeinkler Aguirre   | He Zi       | Chen Ruolin  | Chine He Zi Wu Minxia | Chine Chen Ruolin Wang Hao |        |
| Pékin      | Qin Kai     | Qiu Bo       | Chine Qin Kai Luo Yutong            | Chine Zhang Yanquan Cao Yuan              | Wu Minxia   | Chen Ruolin  | Chine He Zi Wu Minxia | Chine Chen Ruolin Wang Hao |        |
| Sheffield  | Qin Kai     | Qiu Bo       | Chine Qin Kai Luo Yutong            | Royaume-Uni Thomas Daley Peter Waterfield | He Zi       | Hu Yadan     | Chine He Zi Wu Minxia | Chine Chen Ruolin Wang Hao |        |
| Guanajuato | He Chong    | Qiu Bo       | Mexique Yahel Castillo Daniel Islas | Mexique German Sanchez Ivan Garcia        | He Zi       | Hu Yadan     | Chine He Zi Wu Minxia | Chine Chen Ruolin Wang Hao |        |